# Adam Pilch

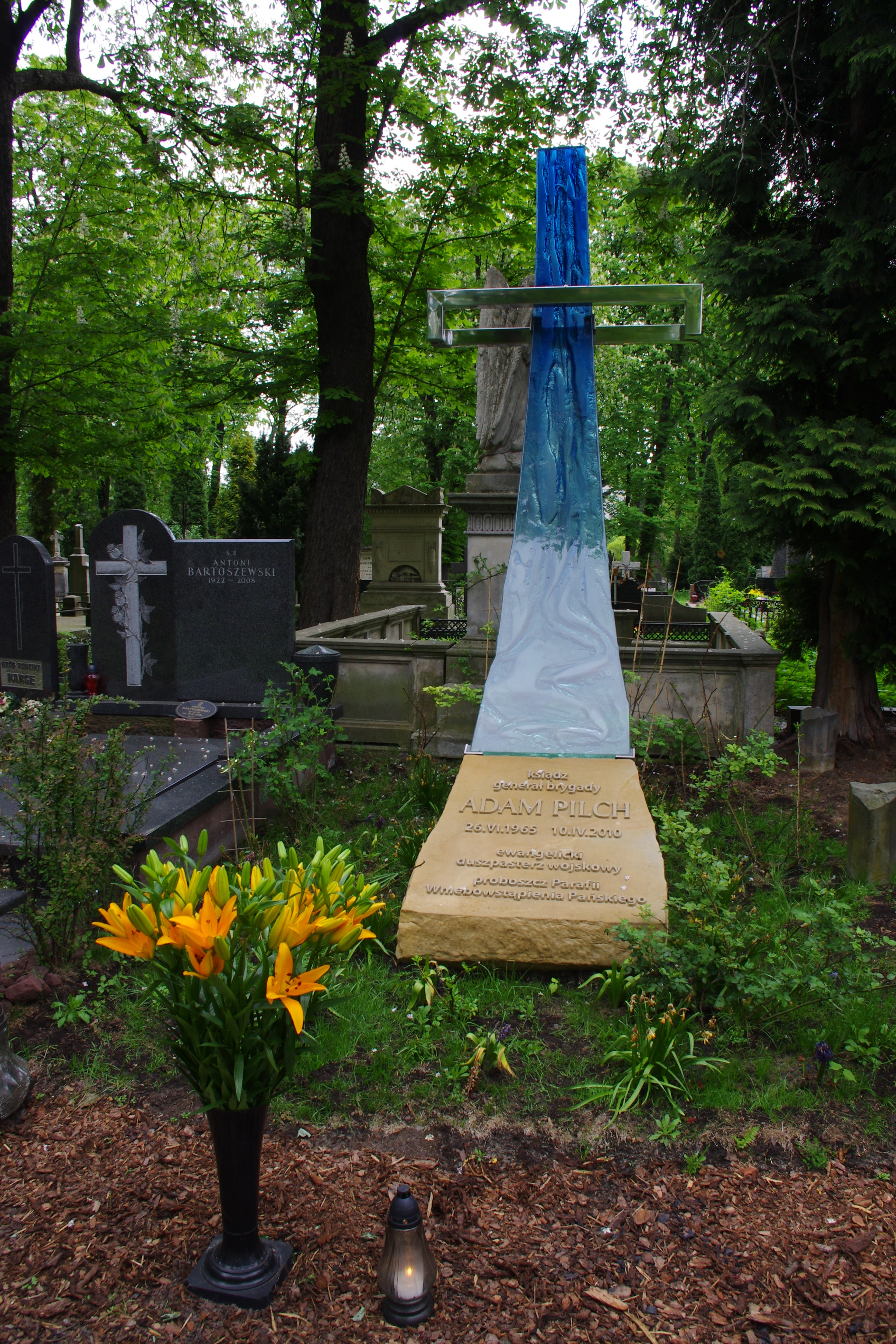
Grób ks. Adama Pilcha na cmentarzu ewangelicko-augsburskim w Warszawie

Adam Pilch (ur. 26 czerwca 1965 w Wiśle, zm. 10 kwietnia 2010 w Smoleńsku) – polski duchowny luterański, kapelan, pułkownik Wojska Polskiego.

## Życiorys
Urodził się 26 czerwca 1965 w Wiśle. Był absolwentem tamtejszego technikum hotelarskiego, w 1984 zdał maturę. W 1989 ukończył studia teologiczne na wydziale teologii ewangelickiej Chrześcijańskiej Akademii Teologicznej w Warszawie.
Został ordynowany 15 lipca 1990 w Sorkwitach. Od 1993 był administratorem, a od 1996 proboszczem ewangelicko-augsburskiej parafii Wniebowstąpienia Pańskiego w Warszawie. Od 1995 dziekan Warszawskiego Okręgu Wojskowego w stopniu majora, od 1999 zastępca Ewangelickiego Biskupa Wojskowego w stopniu pułkownika. Od listopada 2009 sprawował funkcję p.o. Naczelnego Kapelana Ewangelickiego.
Był członkiem Kapituły Orderu Uśmiechu.
Wystąpił w serialu Marszałek Piłsudski w roli luterańskiego duchownego udzielającego ślubu Józefowi Piłsudskiemu i Marii Juszkiewicz.
Zginął 10 kwietnia 2010 w katastrofie polskiego samolotu Tu-154M w Smoleńsku w drodze na obchody 70. rocznicy zbrodni katyńskiej. Jego ciało zostało poddane kremacji. 24 kwietnia został pochowany na cmentarzu ewangelicko-augsburskim w Warszawie (aleja 14, grób 31).
Miał żonę Kornelię i córkę Emmę (ur. 1996).
15 kwietnia 2010 został pośmiertnie awansowany do stopnia generała brygady. 3 kwietnia 2011 odsłonięto poświęconą mu tablicę pamiątkową w nawie bocznej kościoła ewangelickiego Wniebowstąpienia Pańskiego w Warszawie.

## Odznaczenia
W 2007 został odznaczony Złotym Medalem Alberta Schweitzera.
W 2010 pośmiertnie został odznaczony Krzyżem Oficerskim Orderu Odrodzenia Polski.
W 2018 pośmiertnie został odznaczony Medalem 100-lecia ustanowienia Sztabu Generalnego Wojska Polskiego.